# Meakenkivka, Reșetîlivka
Meakenkivka (în ucraineană М'якеньківка) este localitatea de reședință a comunei Meakenkivka din raionul Reșetîlivka, regiunea Poltava, Ucraina.

## Demografie
Componența lingvistică a localității Meakenkivka
     Ucraineană (95,75%)
     Rusă (3,7%)
     Alte limbi (0,55%)
Conform recensământului din 2001, majoritatea populației localității Meakenkivka era vorbitoare de ucraineană (95,75%), existând în minoritate și vorbitori de rusă (3,7%).